# Помста Тварюки
«Помста Тварюки» («Revenge of the Creature») — американський фантастичний художній фільм 1955 року, знятий режисером Джеком Арнольдом на кіностудії «Universal Pictures».

## Сюжет
Тварюку, яка раніше вижила, після того як її зрешетили кулями, спіймали та відправили до океанаріуму Оушен-Гарбор у Флориді, де її починають вивчати психолог тварин професор Кліт Фергюсон і студентка-іхтіолог Гелен Добсон.
Гелен і Кліт швидко починають закохуватися одне в одного, на превеликий жаль Джо Гейса, охоронця Тварюки. Монстру одразу подобається Гелен, що сильно заважає зусиллям Кліта поспілкуватися з ним. Одного разу Тварюка тікає зі своєї цистерни з водою, вбиваючи Джо по дорозі, і прямує у відкритий океан.
Не в силах перестати думати про Гелен, Тварюка незабаром починає стежити за нею і Клітом, зрештою викравши Гелен з приморського ресторану, де вона з Клітом була на вечірці. Кліт намагається переслідувати істоту, але та тікає до океану з Гелен у лапах. Кліт і поліція все ж наздоганяють Тварюку, і, обравши момент, поліція стріляє в істоту, а в цей час Кліт рятує Гелен з лап Тварюки.

## У ролях
| Актор              | Роль                                                                             |
| ------------------ | -------------------------------------------------------------------------------- |
| Джон Агар          | професор Кліт Фергюсон                                                           |
| Лорі Нельсон       | Гелен Добсон                                                                     |
| Джон Бромфілд      | Джо Гейс                                                                         |
| Нестор Пайва       | Лукас                                                                            |
| Гроендон Роудс     | Джексон Фостер                                                                   |
| Дейв Віллок        | Луї Гібсон                                                                       |
| Роберт Б. Вільямс  | Джордж Джонсон                                                                   |
| Чарльз Кейн        | капітан поліції                                                                  |
| Лоретта Агар       | жінка на судні (немає в титрах)                                                  |
| Джері Бірі-старший | фотограф (немає в титрах)                                                        |
| Ріку Браунінг      | лаборант (немає в титрах) / Тварюка (Джилл-мен, підводні сцени) (немає в титрах) |
| Майк Дойл          | поліцейський (немає в титрах)                                                    |
| Дайан ДеЛейр       | міс Ебботт (немає в титрах)                                                      |
| Клінт Іствуд       | лаборант Дженнігс (немає в титрах)                                               |
| Том Хеннесі        | водолаз (немає в титрах) / Тварюка (Джилл-мен, наземні сцени) (немає в титрах)   |

## Знімальна група
- Режисер — Джек Арнольд
- Сценаристи — Вільям Алланд, Мартін Берклі
- Оператор — Скотті Велборн
- Композитори — Вільям Лава, Герман Стейн, Генрі Манчіні, Мілтон Розен, Ганс Джей Солтер, Френк Скіннер
- Художники — Олександр Голіцин, Альфред Суїні
- Продюсер — Вільям Алланд